# Cold Lazarus (Zvezdna vrata SG-1)
Cold Lazarus je epizoda nanizanke Zvezdna vrata SG-1.
V tem delu ekipa SG-1 na planetu P3X562 odkrije dolino, polno zdrobljenih kristalov. O'Neill med njimi najde neokrnjen kristal, iz katerega sije modra svetloba. Ko se ga dotakne, omahne, ob njem pa se pojavi njegov dvojnik. Ta se skozi zvezdna vrata vrne domov, kjer išče O'Neillovo odtujeno ženo Sarah in že davno umrlega sina Charlieja. Medtem se vrne tudi pravi O'Neill, ki spozna, da ni več edini s svojo podobo.